# Abies chensiensis
Abies chensiensis (Tiegh.) è un albero della famiglia delle Pinaceae endemico della Cina sud-orientale e dell'India nord-orientale.

## Etimologia
Il nome generico Abies, utilizzato già dai latini, potrebbe, secondo un'interpretazione etimologica, derivare dalla parola greca ἄβιος = longevo. Il nome specifico chensiensis fa riferimento allo Shaanxi, provincia della Cina dove la specie venne descritta per la prima volta.

## Descrizione

### Portamento
Albero alto fino a 50 m, con tronco che può raggiungere i 2,5 m di diametro. I rami principali sono massicci, corti; i rami secondari sono di colore dal grigio giallastro al giallo marrone, glabri.

### Foglie
Le foglie sono aghiformi, di colore verde scuro, lunghe fino a 5 cm, disposte a pettine in due file laterali.Le gemme,  sono di forma conica o ovoidale, resinose, lunghe 1 cm; Le perule che le rivestono sono triangolari o ovate, di colore rosso-marrone.

### Fiori

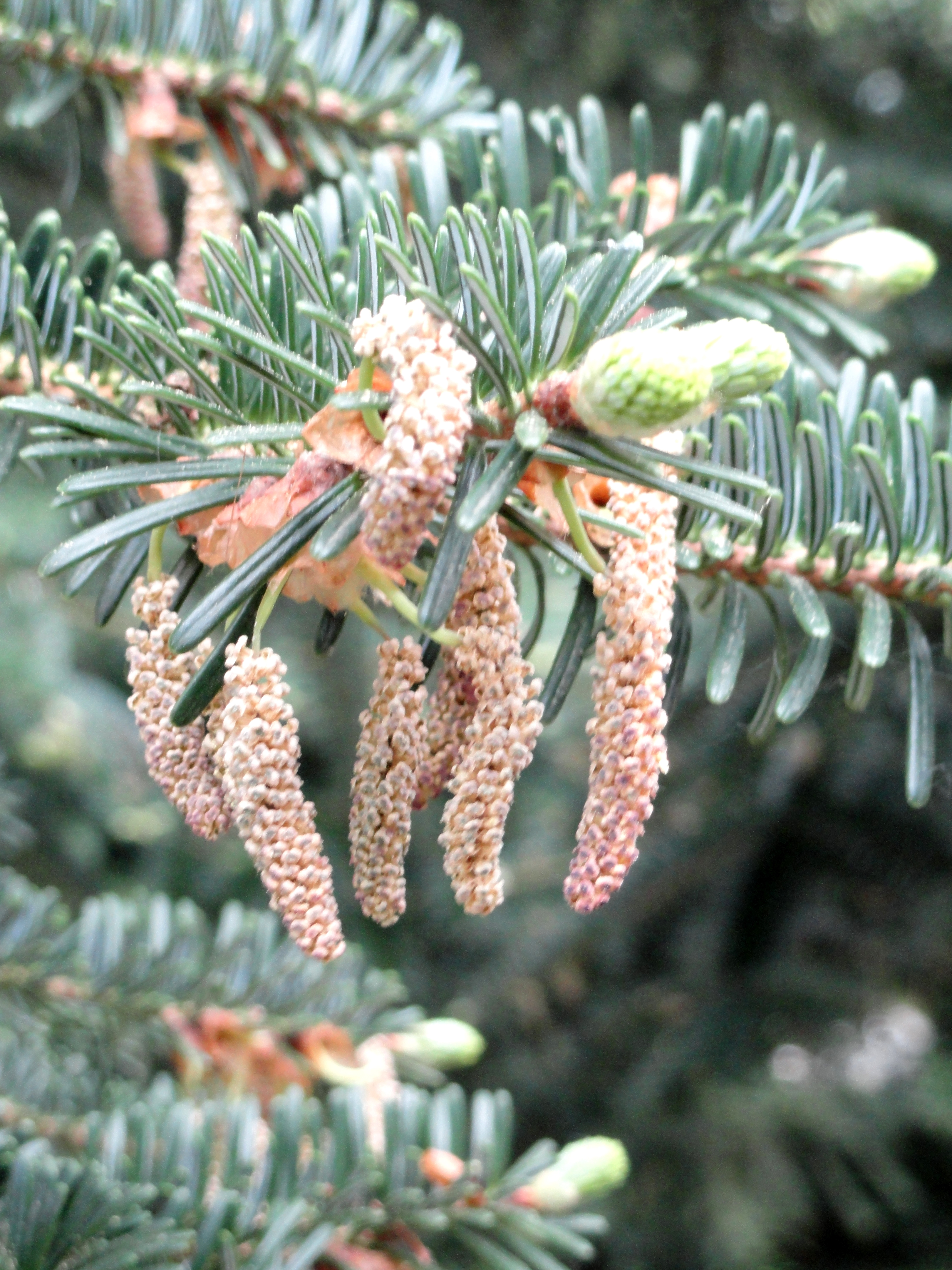
Dettaglio di strobili maschili.

Gli strobili maschili sono lunghi 1 cm.

### Frutti
Gli strobili femminili, di color verde inizialmente, marroni a maturazione, sono cilindrici, lunghi fino a 10 cm e larghi fino a 4 cm, con corto peduncolo; le scaglie sono di forma ovata-cuneata, lunghe 2,5 cm, larghe 3,5 cm, e ricoperte di peluria. I semi, di colore marrone, sono lunghi circa 10 mm, a forma di uovo rovesciato, con ali marrone chiaro di 2 cm, cuneate.

### Corteccia
La corteccia, grigio-scura e liscia da giovane, diviene con l'età longitudinalmente fessurata.

## Distribuzione e habitat
Specie endemica di Cina (Gansu, Henan, Hubei, Shaanxi, Sichuan, Yunnan, Xizang) e India (Arunachal Pradesh), predilige le alte quote montane comprese tra i 2.000 e i 3.500 m, con piovosità annua compresa tra 1.000 e 2.000 mm. Esistono boschi puri, ma si ritrova spesso in associazione con Abies fargesii, Tsuga chinensis, Larix potaninii e specie dei generi Picea e Betula.

## Tassonomia
Sono accettate le seguenti varietà:
- Abies chensiensis var. salouenensis (Bordères & Gaussen) Silba - varietà endemica delle montagne del bacino del fiume Saluen in Cina e India.
- Abies chensiensis var. yulongxueshanensis (Rushforth) Silba - varietà endemica del Yulongxue Shan, in Cina.
- Abies chensiensis var. ernestii (Rehder) Tang S.Liu - varietà endemica di Tibet e Cina.

## Usi
Utilizzato e sfruttato a lungo nel nord della Cina, per il suo legno facilmente lavorabile, impiegato in edilizia, nelle impiallacciature e nelle pannellature.

## Conservazione
Con un areale molto vasto, seppur frammentato, e una presenza molto comune, A. chensiensis è classificato tra le specie a rischio minimo (least concern in inglese) nella Lista rossa IUCN. Recentemente, per limitare il suo sfruttamento eccessivo, le autorità cinesi hanno posto severe restrizioni al disboscamento delle foreste.